# Schnawwl

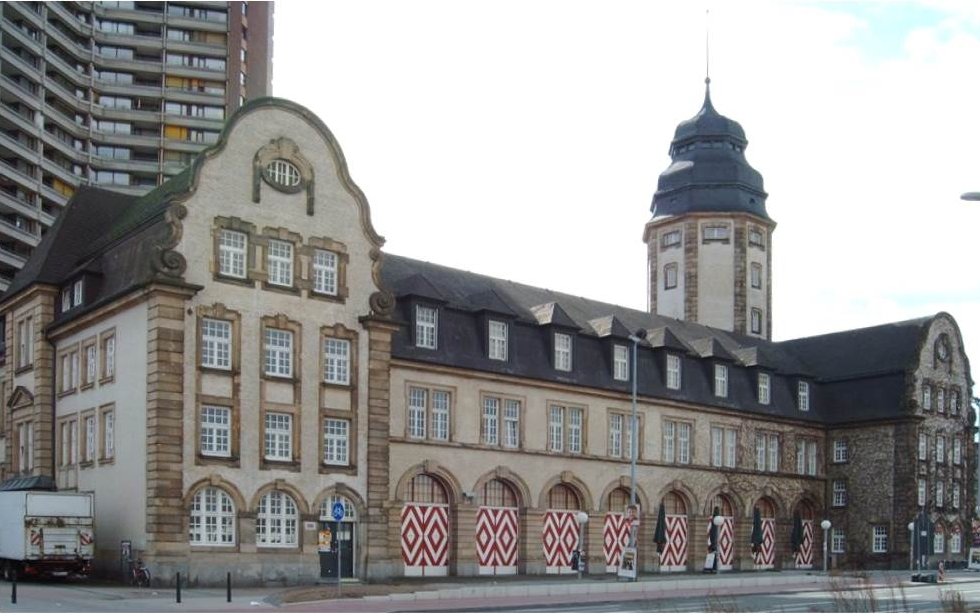
Alte Feuerwache

Der (oder auch das) Schnawwl (heute Junges Nationaltheater Mannheim) ist das Kinder- und Jugendtheater des Nationaltheaters Mannheim und dessen jüngste Sparte. Es wurde im Jahr 1979 mit eigenem Ensemble gegründet und hat seine Hauptspielstätte in der umgebauten Alten Feuerwache in der Mannheimer Neckarstadt. Der Name Schnawwl leitet sich von der kurpfälzischen Aussprache des Wortes Schnabel her. Mundartlich heißt es z. B. 'halt de Schnawwl' für halte den Mund – (interessante ähnliche Wortverwendung im später sehr erfolgreichen Theaterstück von Fitzgerald Kusz Schweig Bub).

## Geschichte
Die bundesweite Strömung, Theaterkunst für Kinder und Jugendliche durch finanzielle, räumliche und personelle Freiräume besonders zu fördern, griff Intendant Arnold Petersen 1979 auf und beauftragte Pavel Mikulastik mit dem Aufbau eines eigenständigen Kinder- und Jugendtheaters. Mit der Pädagogin Anette Enders und dem Dramaturgen Roland Haas wurde das Aufbau-Team vervollständigt. Nach einer ersten Kommunikationsphase für Kinder, Schulen, Eltern und Veranstaltern mit dem Mitspielstück „Haut den Lukas“ wurde die neue Sparte mit einem Fest am 29. und 30. September 1979 eröffnet. Die neue Sparte, die später den Namen „Schnawwl“ fand, begann mit Aufführungen an wechselnden Spielorten, ab Mai 1981 mit eigener Spielstätte unter dem Dach der Alten Feuerwache. Obwohl die kleinste Sparte seit ihrer Gründung mit kleinem Etat und begrenzten Personalausgaben, aber hohem Einspielsoll und Produktionsdruck zu kämpfen hatte und deshalb immer wieder Wechsel im Ensemble verkraften musste, erlangte der Schnawwl mit seiner großen Bandbreite an Geschichten und Erzählweisen schnell eine große Popularität in der Region. Dies erreichte eine gleich einsetzende theaterpädagogische Arbeit, dazu 2 bundesweite Konferenzen zum Stand des Kinder- und Jugendtheaters (in Zusammenarbeit mit dem Theater Oberhausen) dazu eine Initiative zur Aktivität Baden Württembergischer Theater zum Thema Kinder und Jugendtheater. Seit vielen Jahren gehört diese Sparte zu den führenden Kinder- und Jugendtheatern in Deutschland. Durch Weiterentwicklungen im Schnawwl zu dem, unter der Intendanz von Andrea Gronemeyer auch die Junge Oper, die Junge Bürgerbühne und der Junge Tanz hinzu kamen, entschied sich der Schnawwl, den Namen in Junges Nationaltheater zu ändern.